# New England Shipbuilding Corporation
New England Shipbuilding Corporation est une entreprise de construction navale située dans la ville de South Portland, dans le Maine, aux États-Unis. Elle est à l'origine constituée de deux entités distinctes, la Todd-Bath Iron Shipbuilding Corporation' et la South Portland Shipbuilding Corporation, créées respectivement en 1940 et 1941, afin de répondre à la demande créée par la Seconde Guerre mondiale. Les deux fusionnent en 1943, puis continuent à produire des navires sous le nom de East Yard et West Yard de la New England Shipbuilding Corporation. New England Shipbuilding Corporation s'est classée au 97e rang des entreprises américaines pour la valeur des contrats de production militaire de la Seconde Guerre mondiale. Les deux chantiers ferment à la fin de la guerre,.
Les deux chantiers ont construit 266 navires : 154 dans le chantier Est ((East Yard)), 112 dans le chantier Ouest (West Yard). Les 30 premiers navires, à East Yard sont des cargos de classe Ocean construits pour le Royaume-Uni.
Les navires restants sont des Liberty ship, dérivés de la classe Ocean. Ils sont construits pour la United States Maritime Commission. Parmi eux se trouve le SS Jeremiah O'Brien, qui est conservé comme navire-musée à San Francisco. Contrairement à de nombreux navire-musée, il est en état de naviguer conformément aux normes de l'U.S. Coast Guard et de l'American Bureau of Shipping, effectuant des croisières régulières dans la baie de San Francisco.
Cinq des navires de la classe Ocean, les coques de 19 à 24 (SS Ocean Wayfarer, SS Ocean Stranger, SS Ocean Traveller, SS Ocean Seaman et SS Ocean Gallant) sont lancés le même jour, en même temps que les destroyers USS Conway et USS Cony ainsi que le Liberty ship SS Natasha Allen. Ce lancement de masse, le 6 août 1942, constitue un record,.
Au plus fort de la production, les chantiers emploient 30 000 personnes,.